# Lizardo Rodríguez Nue
Lizardo Rodríguez Nue (1910. augusztus 30. – ?) perui válogatott labdarúgó.
A perui válogatott tagjaként részt vett az 1930-as világbajnokságon.

## Külső hivatkozások
- Lizardo Rodríguez Nue a FIFA.com honlapján Archiválva 2015. február 4-i dátummal a Wayback Machine-ben